# Walter Schönenberger (Kunsthistoriker)
Walter (Gualtiero) Schönenberger (* 1. Juni 1926 in Lugano; † September 2020 in Cazalla de la Sierra) war ein Schweizer Kunstwissenschaftler.

## Leben
Walter Schönenberger promovierte in Kunstgeschichte an der Universität Basel. «Bis 1969 war er als freier Kunstkritiker im Tessin tätig, bis 1982 als Lehrer für Kunstgeschichte in Lugano. Er organisierte Ausstellungen in Italien, der Schweiz und in der Bundesrepublik Deutschland.» Ab 1983 war er Direktor der Museen und des Amtes für Kultur der Stadt Lugano. Er wohnte seit 2003 in der Ortschaft Siacco, einer Fraktion der Gemeinde Povoletto, dann in Cazalla de la Sierra bei Siviglia.

## Schriften (Auswahl)
- Giovanni Serodine, pittore di Ascona.
- Cordelia von den Steinen: Cordelia: i segni del quotidiano e l’eternità.
- Mit Franco Mattei: Artigiani nel Ticino.
- Remo Rossi: Villa Malpensata, Lugano, aprile - maggio 1983.
- La facciata della cattedrale di San Lorenzo a Lugano.
- Italo Valenti.
- Il gioco delle nuvole: cronache di un’integrazione mancata.
- Die Situation der Nachwuchskünstler im Tessin. doi:10.5169/seals-42094